# Jemile Weeks
Jemile Nykiwa Weeks, ameriški bejzbolist, * 26. januar 1987, Orlando, Florida, ZDA.
Weeks je poklicni igralec druge baze in je trenutno prosti igralec (free agent).
Njegov brat, Rickie Weeks, je prav tako igralec druge baze v ligi MLB, trenutno pa je član ekipe Milwaukee Brewers.

## Poklicna kariera
Weeksa so na naboru lige MLB prvič izbrali že v 8. krogu leta 2005, a se je rajši odločil za študij in se vpisal na Univerzo v Miamiju. Nato so ga z 12. izborom nabora lige MLB leta 2008 izbrali predstavniki ekipe Oakland Athletics.

### Nižje podružnice
Weeks je v sezoni 2008 v prvih 19 tekmah z ekipo Kane County Cougars odbijal s povprečjem 0,297, a je nato zaradi poškodba bočne mišice raztegovalke moral skleniti sezono. Jeseni leta 2009 je igral v ligi Arizona Fall League in bil imenovan za Vzhajajočo zvezdo lige. Na začetku sezone 2010 ga je revija Baseball America označila za 7. najobetavnejšega igralca v oaklandski organizaciji , leta 2011 pa se je s posebnim povabilom udeležil spomladanskega uigravanja prvega moštva. 

### Liga MLB
Prvič so ga v ligo MLB vpoklicali 7. junija 2011,  v istem mesecu pa je osvojil nagrado Novinec meseca Ameriške lige. Ta mesec je odbijal s povprečjem 0,309, zbral sedem udarcev v polje za dve in tri za tri baze, poslal domov 6 tekov in ukradel 6 baz.

## Igralski profil
Weeks je znan po svoji hitrosti in sposobnosti kraje baz. Zelo dobro igra tudi v obrambi, v vlogi odbijalca pa je sposoben odbijati z obeh strani odbijalskega krožnika. 